# Tantangan
Tantangan ist eine philippinische Stadtgemeinde in der Provinz South Cotabato. Sie hat 43.245 Einwohner (Zensus 1. August 2015).

## Baranggays
Tantangan ist politisch in 13 Baranggays unterteilt.
- Bukay Pait
- Cabuling
- Dumadalig
- Libas
- Magon
- Maibo
- Mangilala
- New Iloilo
- New Lambunao
- Poblacion
- San Felipe
- New Cuyapo
- Tinongcop